# Longitarsus strigicollis
Longitarsus strigicollis es una especie de insecto coleóptero de la familia Chrysomelidae.
Fue descrita científicamente en 1864 por Wollaston.